# Фанданго (филм, 1985)
„Фанданго“ (на английски: Fandango) е американски комедиен филм от 1985 г. на режисьора Кевин Рейнолдс, с участието на Кевин Костнър, Джъд Нелсън, Сам Робардс, Чък Буш, Браян Цезар и Сюзи Еймъс. Премиерата на филма е на 25 януари 1985 г. от „Амблин Ентъртейнмънт“ и „Уорнър Брос“.